# Торревеккія-Пія
Торревеккія-Пія (італ. Torrevecchia Pia) — муніципалітет в Італії, у регіоні Ломбардія, провінція Павія.
Торревеккія-Пія розташована на відстані близько 460 км на північний захід від Рима, 22 км на південний схід від Мілана, 17 км на північний схід від Павії.
Населення — 3522 особи (2014).

## Демографія
Населення за роками:

Станом на 1 січня 2023 року в муніципалітеті офіційно проживало 326 іноземців з 32 країн, серед них 118 громадян країн Євросоюзу та 25 громадян України.

## Сусідні муніципалітети
- Баскапе
- Ландріано
- Марцано
- Валера-Фратта
- Відігульфо